# Чжан Яньцюань
Чжан Яньцюа́нь (кит. упр. 张雁全, пиньинь Zhāng Yànquán, род.13 июня 1994) — китайский прыгун в воду, олимпийский чемпион.

## Биография
Чжан Яньцюань родился в 1994 году в районе Сянцяо городского округа Чаочжоу провинции Гуандун. С 1998 года начал заниматься в спортивной секции, в 2003 году был отобран в сборную Гуанчжоу, позднее вошёл в сборную провинции. В 2008 году вошёл в национальную сборную.
В 2010 году Чжан Яньцюань завоевал две золотых медали Восточноазиатских игр (в одиночных и синхронных прыжках с 10-м вышки). В 2012 году Чжан Яньцюань завоевал золотую медаль Олимпийских игр в синхронных прыжках с 10-м вышки (в паре с Цао Юанем).